# Quyền LGBT ở Akrotiri và Dhekelia
Quyền đồng tính nữ, đồng tính nam, song tính và chuyển giới (tiếng Anh: lesbian, gay, bisexual and transgender) ở Lãnh thổ hải ngoại của Anh Akrotiri và Dhekelia được hưởng hầu hết các quyền giống như những người không phải LGBT.
Do Akrotiri và Dhekelia là một căn cứ quân sự có chủ quyền, tình trạng quyền LGBT ở một số khu vực nhất định là mơ hồ và không rõ ràng. Hôn nhân đồng giới đã hợp pháp trên lãnh thổ kể từ tháng 6 năm 2014, theo Hôn nhân ở nước ngoài (Lực lượng vũ trang) 2014, nhưng chỉ dành cho quân nhân Anh. Trong hầu hết các trường hợp, luật của Akrotiri và Dhekelia và Vương quốc không áp dụng cho c. 7.700 Cypriot thường dân. Akrotiri và Dhekelia cấp giấy chứng sinh và tử vong cho cư dân dân sự, nhưng chỉ cấp giấy chứng nhận kết hôn cho quân nhân và người phụ thuộc của họ.

## Bảng tóm tắt
| | Có/Không                                    |
| --- | ------------------------------------------- |
| Hoạt động tình dục đồng giới hợp pháp                                                                                       | (Từ năm 2000)                               |
| Độ tuổi đồng ý | (Từ năm 2003)                               |
| Luật chống phân biệt đối xử chỉ trong việc làm                                                                              | (Từ năm 2013)                               |
| Luật chống phân biệt đối xử trong việc cung cấp hàng hóa và dịch vụ                                                         | No                                          |
| Luật chống phân biệt đối xử trong tất cả các lĩnh vực khác (bao gồm phân biệt đối xử gián tiếp, ngôn từ kích động thù địch) | (Từ năm 2016)                               |
| Hôn nhân đồng giới | (Từ năm 2014)                               |
| Công nhận các cặp đồng giới                                                                                                 | (Từ năm 2005)                               |
| Con nuôi của các cặp vợ chồng đồng giới                                                                                     |                                             |
| Con nuôi chung của các cặp đồng giới                                                                                        |                                             |
| Truy cập IVF cho đồng tính nữ và làm cha mẹ tự động cho cả hai vợ chồng sau khi sinh                                        |                                             |
| Người LGBT được phép phục vụ công khai trong quân đội                                                                       | (Từ năm 2000)                               |
| Quyền thay đổi giới tính hợp pháp                                                                                           |                                             |
| Mang thai hộ cho các cặp đồng tính nam                                                                                      | (Cấm cho các cặp vợ chồng dị tính cũng vậy) |
| NQHN được phép hiến máu |                                             |